# Henri Michel-Lévy
Pour les articles homonymes, voir Lévy.
Henri Lévy, dit Henri Michel-Lévy, né le 11 juillet 1844 à Passy et mort le 17 septembre 1914 à Paris, est un peintre impressionniste français.

## Biographie
Henri est le troisième d'une fratrie de quatre garçons. Il est le fils de Michel Lévy et Thérèse Emerique, une famille d'origine lorraine. Le père de Henri était négociant mais la famille vit aussi des rentes du père et de la mère, comme le fera probablement Henri plus tard.
Élève de Félix Barrias (1822-1907) et de Antoine Vollon, Henri Lévy changea son nom en Henri « Michel-Lévy » en apposant le prénom de son père à son patronyme pour éviter la confusion avec d'autres homonymes.
Henri Michel-Lévy fréquente le cercle des impressionnistes en particulier Edgar Degas, Édouard Manet et Eugène Boudin. En 1885 il signe un portrait d'Auguste Guerbois, propriétaire du Café Guerbois où se retrouvaient les peintres de l'époque. Il a exposé régulièrement au salon entre 1868 et 1914. Sa tombe se trouve au cimetière de Montmartre.

## Œuvres
Les peintures suivantes sont exposées dans plusieurs musées de France :  
- Le Peintre Eugène Boudin peignant des animaux dans la prairie de Deauville, (1880) huile sur toile, 22 x 27 cm, Musée d'art moderne André Malraux, Le Havre
- Auguste Guerbois, (1885) huile sur toile, 46 x 38 cm, Musée d'Orsay, Paris
- La Nourrice, huile sur toile , Musée des Beaux-Arts, Orléans
- Ville balnéaire normande, (vers 1900) huile sur toile, 54.5 x 65 cm, Villa Montebello, Trouville
- Le Pouliguen, la plage, huile sur toile, Gray (Haute-Saône), musée Baron-Martin
- Rue de village à Moisy, Pas-de-Calais, huile sur toile, 73 x 60 cm, Gray (Haute-Saône), musée Baron-Martin
- Bateaux sur la grève, Musée du Louvre[3].

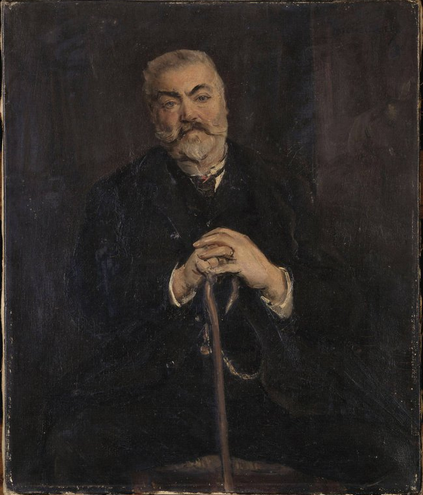
Auguste Guerbois par Henri Michel-Lévy.
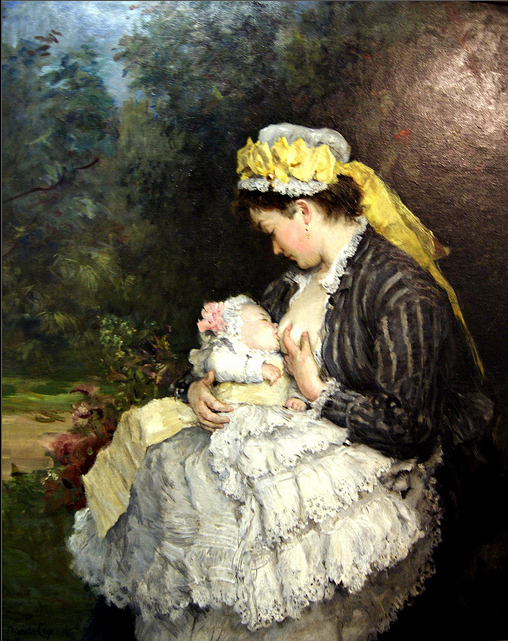
La Nourrice de Henri Michel-Levy.
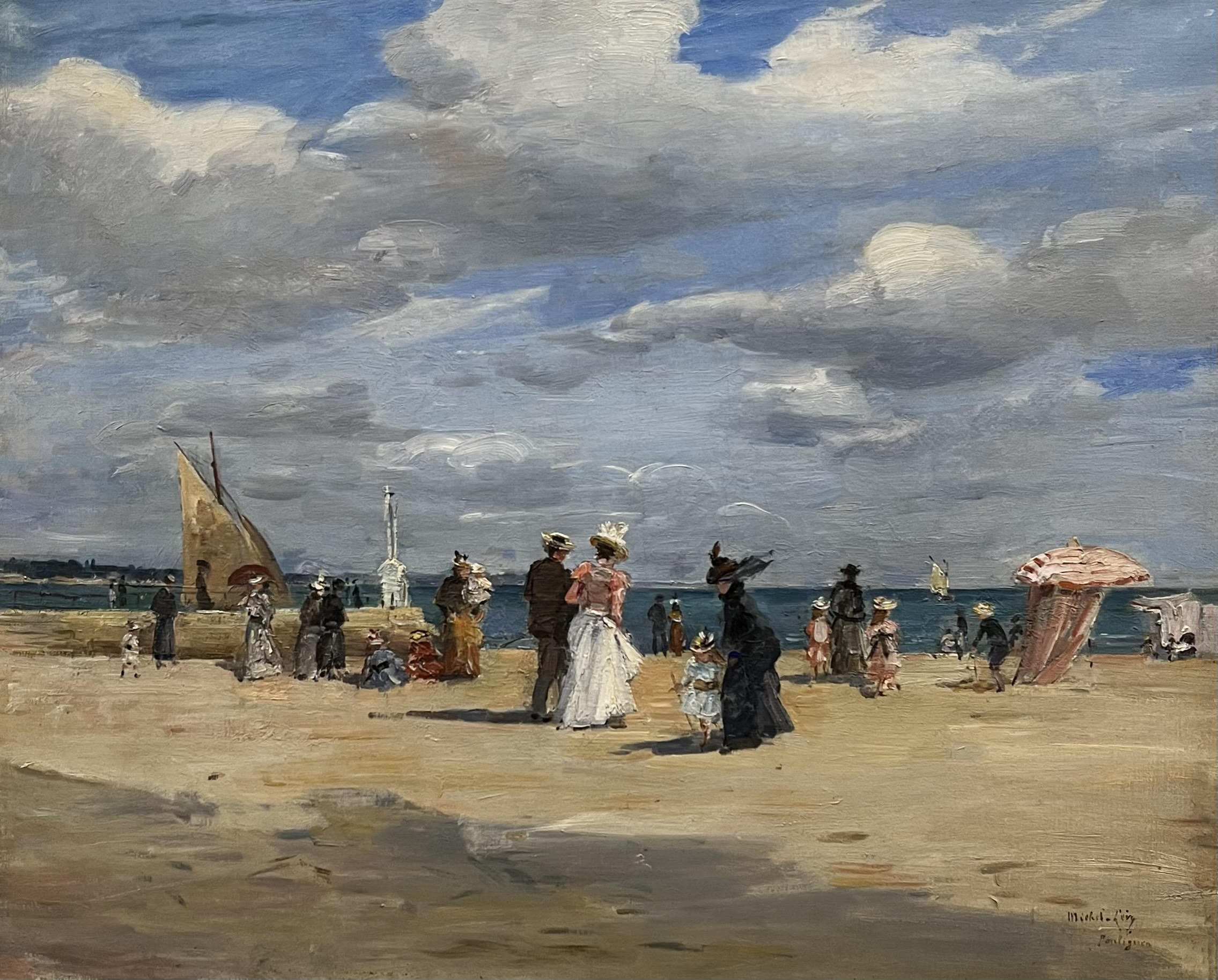
Henri Michel-Lévy, Le Pouliguen, La Plage, c. 1900, musée Baron-Martin, Gray.